# Скеляр бронзовокрилий
Скеляр бронзовокрилий (Monticola rupestris) — вид горобцеподібних птахів родини мухоловкових (Muscicapidae). Мешкає в Південній Африці.

## Опис
Довжина птаха становить 19-22 см, вага 60 г. У самців голова, шия і горло сизувато-сірі, спина і крила іржасто-коричневі, нижня частина тіла і крайні стернові пера оранжеві. У самиць голова коричнева, нижня частина тіла яскраво-оранжева, крайні стернові пера рудуваті. Забарвлення молодих птахів подібне до забарвлення самиць, однак верхня частина тіла у них поцяткована охристими плямами, а пера на нижній частині тіла мають чорні края, що формують лускоподібний візерунок.

## Поширення і екологія
Бронзовокрилі скелярі мешкають на півдні і сході Південно-Африканської Республіки, в Есватіні і Лесото, трапляються на півдні Ботсвани. Вони живуть в сухих чагарникових заростях фінбошу і на скелястих пустищах кару. Зустрічаються парами або невеликими зграйками, живляться комахами та іншими дрібними безхребетними, яких шукають на землі, а також ягодами, дрібними плодами і насінням. Сезон розмноження триває з вересня по лютий. Гніздо чашоподібне, неглибоке, робиться з трави, корінців, гілочок і рослинних волокон, розміщується в тріщинах серед скель. В кладці від 3 до 5 яєць. Інкубаційний період триває 14-16 днів, пташенята покидають гніздо через 16 днів після вилуплення.